# Töplitz (Insel)
Die Insel Töplitz ist eine bewohnte Insel im Landkreis Potsdam-Mittelmark (Brandenburg). Sie gehört vollständig zu Töplitz, einem Ortsteil der Stadt Werder (Havel).

## Lage
Töplitz liegt ca. 15 km westlich des Potsdamer Stadtzentrums und ca. 6 km nördlich des Zentrums von Werder (Havel). Im Osten begrenzt die Wublitz die Insel, im Norden der Sacrow-Paretzer Kanal sowie der Schlänitzsee. Südlich wird Töplitz von der Havel mit dem Großen Zernsee begrenzt und südwestlich von der Havel mit dem Kleinen Zernsee. Im Westen grenzt Töplitz an die Havel und den Göttinsee.
Die Insel wird von der Autobahn A 10 mit der Ausfahrt 24 Leest gequert, die in Richtung Südwesten über die 704 m lange Havelbrücke führt.

## Geschichte
Der Name Töplitz taucht 1313 erstmals in den Urkunden, als der Pfarrer Wromold von Töplitz bei einer Güterübertragung des Johann von Bredow an den Kaland in Spandau als Zeuge auftrat. Die Insel oder der „Werder“ Töplitz selber wurde erst 1318 erstmals erwähnt, als der brandenburgische Markgraf Waldemar die Insel Töplitz an das Kloster Lehnin verkaufte. Davon ausgenommen war anscheinend nur der Ort Töplitz, das spätere Alt Töplitz. Erst 1321 verkaufte Herzog Rudolf I. von Sachsen-Wittenberg seine Rechte als Oberlehensherr an Töplitz um 10 Mark an das Kloster Lehnin. Allerdings gehörte der Ort seinem Lehensmann Henning v. Gröben, den dieser von einem Ritter Arnold v. Sack gekauft hatte. Wann dieser Ort völlig in den Besitz des Klosters kam, ist nicht bekannt. Jedenfalls war seither die Insel Töplitz im Besitz des Klosters Lehnin bzw. nach dessen Säkularisation dem Amt Lehnin.

## Orte auf der Insel
Im 19. Jahrhundert wurden die früheren Kloster- und Amtsdörfer Göttin, Leest und Neu Töplitz auf der Insel eigenständige Gemeinden. Hauptort der Insel ist die Ortschaft Alt-Töplitz (im Mittelalter und früher Neuzeit nur Töplitz genannt) mit evangelischer Kirche, neuapostolischer Kirche, Grundschule, Kita sowie einer Galerie des Vereins Havelland Art. Leest hat eine Kirche Jesu Christi der Heiligen der Letzten Tage (Mormonen). Neu Töplitz entstand erst um die Wende zum 18. Jahrhundert aus einem früheren Klosterhof, bzw. Amtsvorwerk. Göttin war lange Zeit fast ausschließlich Fischerdorf. Der Wohnplatz Eichholz bildete sich Anfang des 19. Jahrhunderts aus einer kleinen Ansiedlung von Hopfenbauern.

## Landschaft
Die Insel Töplitz ist von Sumpfwäldern über Wiesen bis hin zu eiszeitlichen Rinnen und Moränenhügeln geprägt. Das Gebiet an der Havel ist relativ flach und besteht hauptsächlich aus Wiesen. Das Inselinnere ist mit ausgedehnten Moränenhügeln höhergelegen, beispielsweise den Schwarzen Bergen, den Eichholzbergen, den Heinebergen, dem Mühlenberg, Weinberg und Hasselberg. Der kleine Fluss Wublitz ist eine eiszeitliche Rinne, wie auch der Mittelbruch, welcher sich einmal durch die Mitte von Töplitz zieht. Sumpfwälder befinden sich z. B. unmittelbar an dem Ufer der Wublitz, ebenso in der Senke des Mittelbruchs und am Speckgraben. Die Moränen sind hauptsächlich, wenn sie nicht landwirtschaftlich genutzt oder bebaut sind, von ausgedehnten Mischwäldern besetzt.

## Landwirtschaft
Die Insel ist durch Viehwirtschaft (z. B. Breite Wiesen und Wolfsbruch) und Ackerbau geprägt (z. B. Zehn Ruten, Heineberg und Kaltenhausen). Außerdem sind noch vereinzelt Obstplantagen vorhanden, denn zu Zeiten der DDR wurde die Insel überwiegend als Obstanbaugebiet genutzt, woher die Bezeichnung Kirschinsel Töplitz rührt. Seitdem wurden nach und nach fast alle Obstplantagen abgeholzt, sodass die Felder wieder für den Getreideanbau genutzt werden können. Seit 2007 wird auf dem Weinberg in Neu-Töplitz wieder Wein angebaut.